# Морисита (станция, Токио)

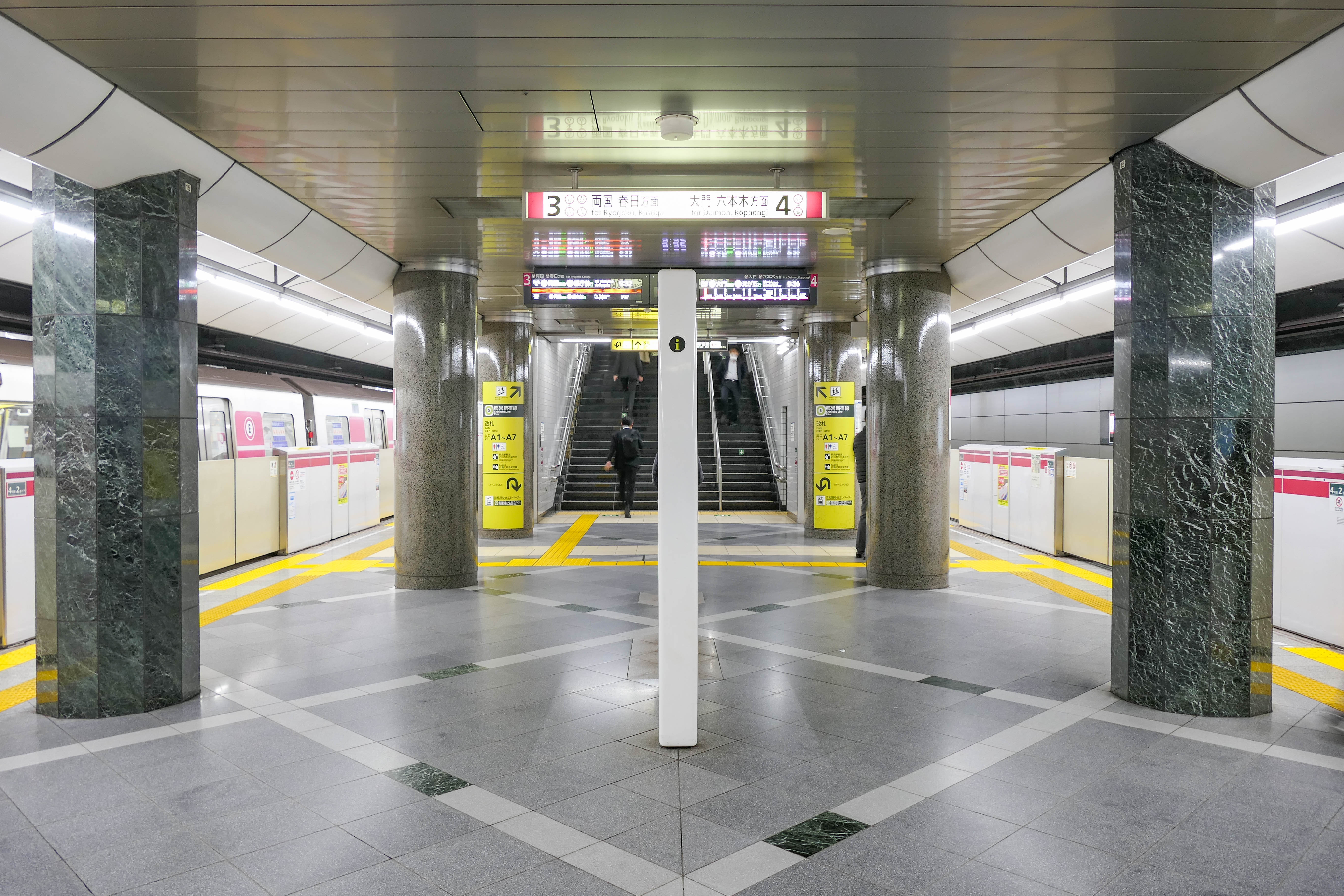
Платформа линии Оэдо

Станция Морисита (яп. 森下駅 Морисита эки) — железнодорожная станция, расположенная в специальном районе Кото в Токио. Станция обозначена номероми S-11 (Линия Синдзюку) и E-13 (Линия Оэдо). Была открыта 21 декабря 1978 года, линия Оэдо начала обслуживание этой станции 12 декабря 2000 года. На станции установлены автоматические платформенные ворота.

## Планировка станции
2 платформы островного типа (по одной на линию). Каждая платформа обслуживает 2 пути.
| 1 | ○ Линия Синдзюку | Бакуро-Ёкояма, Синдзюку, Сасадзука, Хасимото |
| 2 | ○ Линия Синдзюку | Мотоявата                                    |
| 3 | ○ Линия Оэдо     | Рёгоку, Иидабаси                             |
| 4 | ○ Линия Оэдо     | Даймон, Роппонги                             |

## Окрестности станции
Станция расположена под пересечением Токийских городских шоссе 50 (Син-Охаси-Дори) и 436 (Киёсуми-Дори). Так как станция расположена вблизи района Рёгоку, в окрестностях расположено множество сумобэя.

## Автобусы
Toei Bus: Морисита-Экимаэ
- Мон 33: до станции Камэйдо
- Кюко 06: до National Museum of Emerging Science and Innovation
- Кин 11: до станций Кинситё, Синодзаки

## Близлежащие станции
| «              |                | Линия          |                  | »                |
| Линия Синдзюку | Линия Синдзюку | Линия Синдзюку | Линия Синдзюку   | Линия Синдзюку   |
| -------------- | -------------- | -------------- | ---------------- | ---------------- |
| Хаматё         | Хаматё         | Local          | Кикукава         | Кикукава         |
| Бакуро-Ёкояма  | Бакуро-Ёкояма  | Express        | Одзима           | Одзима           |
| Линия Оэдо     |                |                |                  |                  |
| Рёгоку         | Рёгоку         | Local          | Киёсуми-Сиракава | Киёсуми-Сиракава |